# Allan Cunningham (Botaniker)

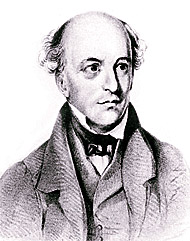
Allan Cunningham

Allan Cunningham (* 13. Juli 1791 in Wimbledon, Surrey; † 27. Juni 1839 in Sydney) war ein englischer Botaniker und Entdecker. Er ist hauptsächlich für seine Forschungsreisen in Australien bekannt, wo er zahlreiche Pflanzen katalogisierte. Sein offizielles botanisches Autorenkürzel lautet „A.Cunn.“

## Leben und Wirken
Cunningham wurde an einer Privatschule in Putney ausgebildet und arbeitete ab 1808 in einem Herbarium in den Royal Botanic Gardens. Ende Oktober 1814 reiste er gemeinsam mit James Bowie nach Brasilien und blieb dort zwei Jahre lang. Im Auftrag von Joseph Banks wurde er nach Australien geschickt und kam im Dezember 1816 in Sydney an. 1817 nahm er an John Oxleys Expedition zum Lachlan River und zum Macquarie River teil. Von Dezember 1817 bis Dezember 1820 war er Schiffsbotaniker an Bord der HMS Mermaid, reiste an den Küsten Australiens entlang (insbesondere die noch fast unerforschte Nordwestküste) und sammelte hunderte von Pflanzenproben. 1821 und 1822 folgte eine größere Reise, die ihn unter anderem nach Mauritius führte.
Von 1823 bis 1825 erforschte er das Hinterland von New South Wales; dabei stieß er unter anderem an jenen Ort vor, wo heute die Hauptstadt Canberra steht. 1826 besuchte er ein halbes Jahr lang Neuseeland. 1827 erforschte er vom Tal des Hunter River aus die Gegend jenseits des Great Dividing Range. Eine Expedition führte ihn 1828 von Brisbane aus wiederum mit Charles Frazer in diese Region, wo er den später nach ihm benannten Pass Cunninghams Gap entdeckte. 1829 erforschte er das Tal des Brisbane River.
Er kehrte nach England zurück, kam dort im Juli 1831 an und begann, seine vielen Pflanzenproben wissenschaftlich auszuwerten. Fünf Jahre später reiste er wieder nach Australien und erreichte Sydney im Februar 1837. Er war zum Kolonialbotaniker von New South Wales ernannt worden, doch er trat nur wenige Monate später von diesem Amt zurück, weil er sich unterfordert fühlte. Während einer Reise nach Neuseeland erkrankte er 1838 an Tuberkulose. Rund ein Jahr später starb er knapp 48-jährig in Sydney. Sein Grab befindet sich auf dem Gelände der dortigen Royal Botanic Gardens.

## Ehrungen
Nach ihm ist der Cunningham Highway in Australien benannt.
Auch die Pflanzengattungen Cunninghamia R.Br. 1826 aus der Familie der Zypressengewächse (Cupressaceae), Alania Endl. 1836 aus der Familie der Boryaceae und  Allania Benth. 1840 (heute zu Aldina Endl. gestellt) aus der Familie der Hülsenfrüchtler (Fabaceae) wurden ihm zu Ehren benannt.